# Liberami
Liberami é um documentário ítalo-francês de 2016 escrito e dirigido por Federica Di Giacomo. Venceu o concurso Horizons na 73ª edição do Festival de Cinema de Veneza. Retrata exorcismos do padre franciscano siciliano Cataldo Migliazzo.